# Народно читалище „Цвят – 1870“
Народно читалище „Цвят 1870“ във Видин е самостоятелно, самоуправляващо се културно-просветно сдружение на населението от Видин. Основано е на 25 март 1870 година в деня на големите християнски празници Цветница и Благовещение. От основаването до днес не е променяло името си. Намира се на централния градски площад „Бдинци“.

## Цели
Читалището е юридическо лице с цел развитие на културата и повишаване на интелектуалните ценности, както и обогатяване на културния живот в града. Работи в тясно сътрудничество с културните учреждения и училищата на територията на града. Сдружава се с други читалища и институции от общината и страната за провеждане на съвместни инициативи и дейности. Член на Съюза на народните читалища в България.
Поддържа и развива народните обичаи и традиции. Създава условия за развитие и изява на творческите способности на младото поколение. Основна цел е да се развиват народните традиции и фолклор, музикалните и танцови изкуства. Сред приоритетите на читалището е работата с деца и младежи.

## Структура
Структурата включва: занимания по английски и руски език, народни танци, изобразително изкуство, грънчарство, пиано, китара, Студио по кино и театър, литературен клуб "Иван Деспотов", шахмат, аеробика, Смесен хор „Видин”, Оркестър "Видин", Група за певческо и музикално народно творчество. Заниманията се организират по съвременни учебни програми от висококвалифицирани преподаватели,  предлага се солидна теоретична подготовка, концертни и конкурсни изяви.
В продължение на десетилетия в сградата на читалището се е разполагало едноименното кино „Цвят“, открито на 26 март 1939 година. Недалеч, в Градската градина, между Драматичния театър и Художествената галерия, се намира бившето лятно кино „Цвят“. Кинозалата на зимното кино, след закриването му през 1990-те години, действа като дискотека.

## Прояви
Сред забележителните прояви са концертите на инструменталисти, певци и танцьори, обучавани в читалището, международният фолклорен фестивал „Танци край Дунава“, съборът за автентичен фолклор „Дунавски ритми“.
В читалището се организират литературни и музикални салони, представяния на книги, художествени изложби, обществени дискусии и чествания по повод различни светски и християнски празници.
Международни участия в: Турну Северин, Румъния; Нитра, Словакия; Кошице, Словакия; Леко, Италия; Улм, Германия; Лесковац, Сърбия; Каляри и Нуоро - остров Сардиния, Италия; Белград и Зайчар, Сърбия; Афион, Турция; Радзионков, Полша; Мошонмагяровар, Унгария; М. Каменица, Р Северна Македония; Егер, Унгария; Порт Алегре и Вила Реал, Португалия; Лимбург, Германия; Дробета-Турну Северин, Румъния. 
Народно читалище “Цвят 1870” е реализирало следните проекти: “ Общоградски празник—Димитровден”, “Младежка фолклорна студия “От извора”, “Туристически информационен център с Галерия-базар на художествени произведения,       “Капан или хвърчило” - танцов спектакъл, „Лятно културно училище” с Регионална библиотека „Александру и Аристия Аман” гр.Крайова, Румъния, Дискусионен клуб „Свободното кафене”, „Рисувана видинска керамика”, Младежки информационно консултантски център (МИКЦ). 